# Bologna Rock
Bologna Rock, ou Bologna Rock : Dalle cantine all'asfalto, est un festival de musique organisé par Harpo's Bazaar, qui s'est déroulé au palasport de Bologne le 2 avril 1979 et auquel ont participé de nombreux groupes de punk rock, de rock démentiel et de new wave de la scène bolonaise de l'époque, tels que Skiantos, Luti Chroma, Confusional Quartet, Rusk und Brusk, Gaznevada, Windopen, Bieki, Naphta, ainsi que le chanteur américain de blues Andy J. Forest.

## Déroulement
Le concert, organisé par le label underground Harpo's Bazar du producteur Oderso Rubini, connait un grand succès auprès du public, notamment grâce au « prix politique » du billet, qui ne coûte que 2 500 lires, Il rassemble environ 6 000 personnes (près de la capacité totale du stade) et commence par la prestation de Bieki, mais est interrompu à l'arrivée des Skiantos en raison d'un « bombardement » de ballons d'eau qui a rendu la console de mixage temporairement inutilisable, avant de reprendre de manière régulière jusqu'à la fin.